# Louis Davidsring
De Louis Davidsring (ook wel Davidsring) is een prestigieuze Nederlandse onderscheiding op het gebied van kleinkunst. De ring is vanaf de eerste uitreiking in 1948 achtereenvolgens gedragen door Heintje Davids, Wim Kan en Herman van Veen. Sinds november 2015 is Claudia de Breij de draagster van de ring.

## Achtergrond
De prijs werd in 1948 naar analogie van de toneelprijs Theo Mann-Bouwmeesterring ingesteld door de gemeente Rotterdam. De ring werd in het leven geroepen ter nagedachtenis aan cabaretier Louis Davids (1883-1939) en ter ere van de Joodse theaterfamilie David(s), waarvan enkele leden in de Tweede Wereldoorlog in concentratiekampen waren vermoord. Net als bij de Theo Mann-Bouwmeesterring mag de drager van de ring zelf beslissen wanneer en aan wie de prijs wordt overgedragen.
De ontwerper van de ring is de Rotterdamse edelsmid J.W. Sauer. Aan de binnenkant draagt de ring de inscriptie Davidsring. De buitenkant bevat een lachend en een tragisch masker met de letters KK ('kleinkunst'), het wapen van Rotterdam en het jaartal 1948.

## Geschiedenis
De Louis Davidsring werd voor het eerst uitgereikt aan Heintje Davids, de zus van naamdrager Louis Davids en het laatst overlevende lid van de familie Davids. Op 1 maart 1948, op een speciale avond in het Luxor Theater ter ere van de zestigste verjaardag van Heintje Davids, kondigde cabaretier Alex de Haas de uitreiking van de ring aan "Neerlands eerste kleinkunstenaresse" aan. Twee weken later, op 15 maart 1948, kreeg Davids de ring om haar vinger geschoven door een bestuurslid van de Rotterdamse Kunststichting.
Bij haar (eerste) afscheid als cabaretière op 29 september 1954 maakte Davids bekend dat zij in overleg met de gemeente Rotterdam Wim Kan als haar opvolger had gekozen. De ring werd door Davids aan Kan overhandigd tijdens een voorstelling van het ABC-cabaret in het Luxor Theater in Rotterdam op 22 oktober 1954.
Op zijn beurt overhandigde Kan de ring op 29 augustus 1976 aan Herman van Veen. De overdracht vond plaats tijdens de jubileumshow 40 jaar Wim Kan met Corry aan zijn zijde in de Koninklijke Schouwburg in Den Haag. Kan gaf daarbij aan ook Paul van Vliet te hebben overwogen. De keuze voor Van Veen was vooral een keuze voor de vernieuwing die deze in de Nederlandse kleinkunst had doorgevoerd.
In 1979 werd in de nalatenschap van Heintje Davids een oorkonde teruggevonden, die bij de eerste uitreiking van de ring in 1948 aan haar was overhandigd. Deze oorkonde werd op 1 juli 1979, de veertigste sterfdag van Louis Davids, in aanwezigheid van Carré-bedrijfsleider Louis Dekker en zanger Sylvain Poons aan Herman van Veen gegeven.
Van Veen droeg de ring 39 jaar. In maart 2015 maakte hij bekend de ring aan het einde van dat jaar te willen overdragen. Na afloop van een voorstelling van Van Veen op 25 november 2015 in de Koninklijke Schouwburg in Den Haag werd de ring overhandigd aan Claudia de Breij, nadat eerder die dag bekend was gemaakt dat zij de nieuwe draagster zou worden.

## Dragers
- 1948-1954 – Heintje Davids (1888-1975)
- 1954-1976 – Wim Kan (1911-1983)
- 1976-2015 – Herman van Veen (1945)
- 2015-heden – Claudia de Breij (1975)